# Kateel (rivière)
Pour les articles homonymes, voir Kateel.
La rivière Kateel est un cours d'eau d'Alaska, aux États-Unis située dans la région de recensement de Yukon-Koyukuk. C'est un affluent de la rivière Koyukuk elle-même affluent du Yukon.

## Description
Longue de 115 milles (185 km), elle coule en direction du sud-est pour se jeter dans la Koyukuk à 31 milles (50 km) de la montagne Roundabout.
Elle a été référencée en 1842-1844 par le lieutenant Lavrenti Zagoskine sous son nom indien Khotylkakat.

## Sources
- (en) « Kateel (rivière) », Geographic Names Information System